# Kavya Thapar

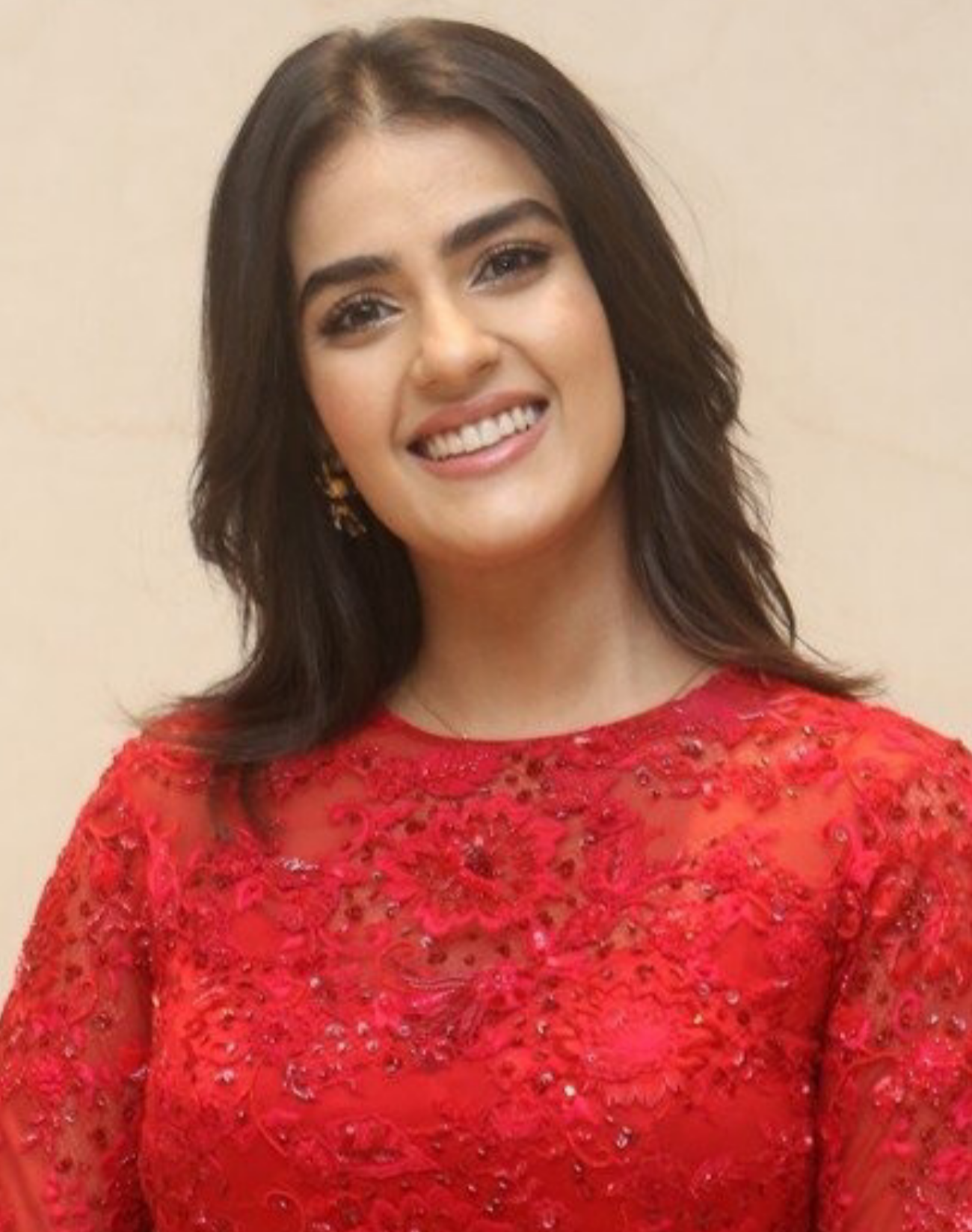
Kavya Thapar

Kavya Praveen Thapar (Marathi काव्या प्रवीण थापर; * 20. August 1995 in Mumbai) ist eine indische Schauspielerin.

## Leben und Karriere
Thapar wurde am 20. August 1995 in Mumbai geboren. Sie besuchte die Bombay Scottish School. Danach studierte sie an der Thakur College of Science and Commerce. Sie begann ihre Karriere mit einem Kurzfilm im Jahr 2013 und wurde durch Werbekampagnen für Marken wie Patanjali und MakeMyTrip bekannt. Ihr Filmdebüt gab sie 2018 in dem Film Ee Maaya Peremito. Anschließend war sie 2019 in Market Raja MBBS zu sehen.
Außerdem bekam sie 2021 in dem Film Pichaikkaran 2 eine Hauptrolle. Unter anderem trat sie 2024 in Eagle auf. Im selben Jahr wurde Thapar für den Film iSmart gecastet.

## Filmografie
Filme
- 2018: Ee Maaya Peremito
- 2019: Market Raja MBBS
- 2021: Ek Mini Katha
- 2022: Middle Class Love
- 2023: Pichaikkaran 2
- 2024: Eagle
- 2024: Ooru Peru Bhairavakona
- 2024: Double iSmart
- 2024: Viswam

Serien
- 2021: Kaali Peeli Tales
- 2022: Cat
- 2023: Farzi